# Joseph von Mering
Barone Joseph von Mering (Colonia, 28 febbraio 1849 – Halle an der Saale, 5 gennaio 1908) è stato un medico tedesco.

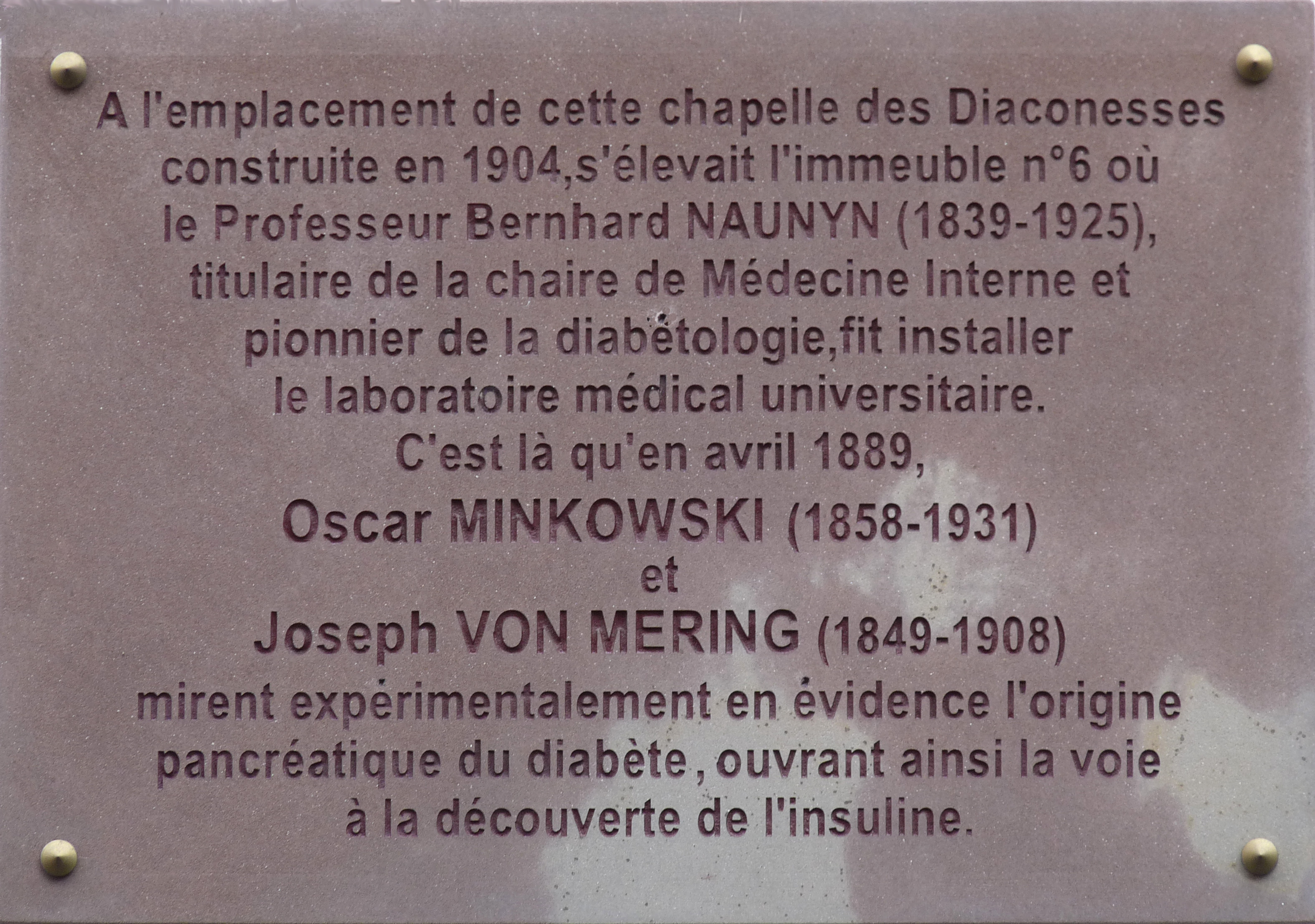
Targa a Strasburgo

Lavorando presso l'Università di Strasburgo, Mering fu la prima persona a scoprire (in collaborazione con il suo studente Oskar Minkowski) nel 1889 che una delle funzioni del pancreas è la generazione di insulina, un ormone che controlla i livelli di zucchero nel sangue.
Mering fu incuriosito dal pancreas, un organo a forma di virgola, che era situato tra lo stomaco e l'intestino tenue. Nel tentativo di scoprirne la funzione, ha rimosso l'organo da un cane. Ha poi osservato che il cane spesso urinava in casa, anche se era stato addestrato a non farl: Mering realizzò che questo era un sintomo di diabete. Analizzando le urine dl cane, risultò esserci un alto contenuto di zuccheri, confermando il suo sospetto.
Josef von Mering ha contribuito alla scoperta di barbiturici, una classe di farmaci sedativi usati per l'insonnia, l'epilessia, ansia, e l'anestesia. Nel 1903, ha pubblicato degli studi sul barbital (conosciuto poi come acido dietil-barbiturico) che ha proprietà sedative negli esseri umani. Nel 1904, ha contribuito a lanciare il barbital con il marchio Veronal. Veronal è stato il primo sedativo barbiturici disponibile in commercio in qualsiasi paese. Von Mering ha collaborato con il chimico Emil Fischer, che è stato coinvolto nella scoperta di barbital.